# Tervalampi (sjö i Mellersta Österbotten)
Tervalampi är en sjö i Finland. Den ligger i kommunen Kaustby i landskapet Mellersta Österbotten, i den centrala delen av landet, 400 km norr om huvudstaden Helsingfors. Tervalampi ligger 130 meter över havet. I omgivningarna runt Tervalampi växer i huvudsak blandskog. Arean är 11,5 hektar och strandlinjen är 1,8 kilometer lång. Sjön  ingår i Perho å huvudavrinningsområde. 